# Cloruro di potassio
Il cloruro di potassio è il sale di potassio dell'acido cloridrico. La sua formula è KCl e come minerale prende il nome di silvite.
A temperatura ambiente si presenta come una polvere cristallina bianca. In natura si rinviene in rocce evaporitiche (che prendono il nome, nell'industria mineraria, di silviniti se ad alto contenuto di silvite) costituite da diversi sali potassici quali silvite, carnallite, kainite e altri, miscelati con halite (NaCl).

## Proprietà chimiche
Come qualsiasi altro cloruro solubile, il cloruro di potassio produce un precipitato bianco in presenza di ioni di argento
{\displaystyle {\ce {KCl + AgNO3 -> AgCl v + KNO3}}}
Benché il potassio sia meno elettronegativo del sodio, il cloruro di potassio può essere fatto reagire con sodio metallico per produrre potassio metallico; la reazione è un equilibrio chimico, che viene spostato verso destra tramite continua rimozione per distillazione del potassio a mano a mano che questo si forma
{\displaystyle {\ce {KCl + Na -> NaCl + K}}}
questo è il principale metodo di produzione del potassio; l'elettrolisi (usata per produrre il sodio) non funziona per via dell'elevata solubilità del potassio nel suo cloruro fuso.

## Fonti
Il cloruro di potassio si trova in natura nella silvite e può essere estratto dalla silvinite. Viene inoltre estratto dall'acqua marina e purificato per cristallizzazione, flottazione o separazione elettrostatica. È possibile produrre una piccola quantità in laboratorio facendo reagire idrossido di potassio e acido cloridrico.

## Usi
La maggior parte del cloruro di potassio prodotto è impiegata nella produzione di fertilizzanti. È inoltre la materia prima per la produzione di potassio metallico e idrossido di potassio.
In ambito medico è usato per trattare l'ipokaliemia (diminuzione del livello di potassio plasmatico), l'avvelenamento da digitale e per reintegrare gli elettroliti. Tuttavia tra gli effetti collaterali rientrano la nausea, il vomito e la diarrea. Dosi eccessive o molto concentrate (ossia non diluito in somministrazione endovenosa) causano iperkaliemia, che può produrre parestesia, aritmia cardiaca, fibrillazione e arresto cardiaco.
È una delle sostanze impiegate (solitamente insieme con pancuronio e tiopental sodico) per le iniezioni letali con cui vengono eseguite le condanne alla pena capitale in alcuni Stati.
È un additivo alimentare identificato con la sigla E 508.

## Ruolo biologico
Lo ione potassio (K+) è vitale nel corpo umano e l'assunzione per via orale di piccole quantità di cloruro di potassio è il modo più comune per reintegrarne la concentrazione. Per via del suo gusto amarognolo e non salato, viene normalmente miscelato al normale sale da cucina. A scopi curativi, per il reintegro della concentrazione nella pratica clinica il cloruro di potassio è somministrato in forma diluita per via endovenosa, metodo più utilizzato rispetto all'assunzione orale in quanto le quantità e i tempi di infusione sono più facilmente sottoponibili a controllo medico.

## Precauzioni
Un eccesso di cloruro di potassio è tossico, può provocare iperkaliemia, aritmie e morte cardiaca improvvisa.